# Patagonium villosum
Patagonium villosum là một loài thực vật có hoa trong họ Đậu. Loài này được (Hook. f.) Speg. mô tả khoa học đầu tiên năm 1902.